# Beira-Rio da Nova Guará
Beira Rio da Nova Guará é uma escola de samba do carnaval de Guaratinguetá, sediada na Avenida Vaz de Caminha.
Em 2019  obteve o 4 lugar, sendo muito injustiçada pelos jurados.  
Em 2024 a história da escola começou a ser mudada com um desfilo que mostrou que a escola podia estar voltando a uma crescente.  
Em 2024 na eleições para diretoria do executiva do biênio 2025-2026 ganhou a chapa liderada pela presidente ANDRÉIA COLURA. Com Andréia e Daniel (presidente do deliberativo) a escola fez um dos mais lindos desfile da sua história, contagiando toda a avenida e conquistando o vice campeonato de 2025 

## Segmentos

### Presidentes
| Nome                   | Mandato   | Ref.        |
| ---------------------- | --------- | ----------- |
| Rossana Garcia Andrade | ?-?       |             |
| Oswaldo (Perninha)     | 2013-2017 | [ 2 ] [ 3 ] |

### Diretores
Daniel Alexandre Botelho de Campos 

| Ano  | Diretor de Carnaval | Diretor geral de harmonia          | Mestre de bateria  | Ref. |
| ---- | ------------------- | ---------------------------------- | ------------------ | ---- |
| 2016 | Nícolas Gonçalves   | Daniel Alexandre Botelho de Campos | direção de bateria |      |
| 2017 | Nícolas Gonçalves   | Daniel Alexandre Botelho de Campos | direção de bateria |      |

### Coreógrafo
| Ano  | Nome | Ref. |
| ---- | ---- | ---- |
| 2017 |      |      |

### Casal de Mestre-sala e Porta-bandeira
| Ano  | Nome | Ref. |
| ---- | ---- | ---- |
| 2017 |      |      |

### Rainhas de bateria
| Período | Rainha | Madrinha | Ref. |
| ------- | ------ | -------- | ---- |
| 2017    |        |          |      |

## Carnavais
| Ano                          | Colocação                    | Grupo                        | Enredo | Carnavalesco                 | Intérprete                   | Ref.          |
| ---------------------------- | ---------------------------- | ---------------------------- | --- | ---------------------------- | ---------------------------- | ------------- |
| 2008                         | 3º lugar                     | OESG                         | Vinho, fonte de Vida e prazer, da Antiguidade aos dias de hoje |                              |                              | [ 4 ] [ 5 ]   |
| 2009                         | 5º lugar                     | OESG                         | Humano coração, humano. Símbolo das emoções. Máquina da vida. |                              |                              | [ 6 ] [ 7 ]   |
| Em 2010 não ocorreu desfile. | Em 2010 não ocorreu desfile. | Em 2010 não ocorreu desfile. | Em 2010 não ocorreu desfile. | Em 2010 não ocorreu desfile. | Em 2010 não ocorreu desfile. | [ 8 ]         |
| 2011                         | 5º lugar                     | OESG                         | O mundo em nossa mão: uma homenagem ao telefone |                              |                              | [ 1 ] [ 9 ]   |
| 2012                         | 5º lugar                     | OESG                         | Divina e humana: eis aí a tua mãe |                              |                              | [ 10 ] [ 11 ] |
| Em 2013 não ocorreu desfile. | Em 2013 não ocorreu desfile. | Em 2013 não ocorreu desfile. | Em 2013 não ocorreu desfile. | Em 2013 não ocorreu desfile. | Em 2013 não ocorreu desfile. | [ 12 ]        |
| 2014                         | 5º lugar                     | 1                            | Aondê Ñamandu, Criadora do Universo e dos filhos da sabedoria, eterna chama de amor Compositores: Perninha, Fabio Destino, Benê, Robinho do Cavaco, Naldinho e Paulo Alberto | Ailton Soares da Cunha       | Igor Vianna                  | [ 13 ] [ 3 ]  |
| Em 2015 não ocorreu desfile. |                              |                              | |                              |                              |               |
| 2016                         | desfile cancelado            |                              | Aos olhos da coruja, a visão das estrelas me faz sonhar | Nícolas Gonçalves            |                              |               |

## Títulos
- Campeã em Guaratinguetá: 1983[8]
- Campeã em Guaratinguetá 1993

## Prêmios
Estandarte de Ouro
- Mestre-sala e porta-bandeira: 2011[9]